# Eugen Böhringer
Eugen Böhringer (ur. 22 stycznia 1923 roku w Rotenbergu, zm. 19 czerwca 2013 w Stuttgarcie) – niemiecki kierowca rajdowy. Rajdowy mistrz Europy z roku 1962.

## Kariera
Sport samochodowy zaczął uprawiać dość późno, bo w wieku 35 lat. Zaczynał od wyścigów torowych i górskich. Na początku lat sześćdziesiątych zaczyna jeździć w rajdach samochodowych, w firmowym zespole Mercedesa. To właśnie kierując samochodem tej marki odnosił największe sukcesy w karierze:
- sezon 1961 – trzecie miejsce w Rajdowe Mistrzostwa Europy
- sezon 1962 – pierwsze miejsce w Rajdowe Mistrzostwa Europy
- sezon 1963 – drugie miejsce w Rajdowe Mistrzostwa Europy

W swojej karierze jeździł następującymi modelami Mercedesa: W111, W112 i W113. W roku 1962 w ramach ERC wygrał 22. Rajd Polski. Karierę kierowcy rajdowego zakończył w roku 1965. Zmarł w wieku 91 lat.

## Podia w rajdach ERC[1]
| Nr | Rajd                            | Sezon | Pilot          | Samochód                   | Miejsce |
| -- | ------------------------------- | ----- | -------------- | -------------------------- | ------- |
| 1  | 29. Rajd Monte Carlo            | 1960  | Hermann Socher | Mercedes-Benz 220 SE       | 2       |
| 2  | 21. Rajd Polski                 | 1961  | Rauno Aaltonen | Mercedes-Benz 220 SEb W111 | 1       |
| 3  | 5. Rajd AvD Niemiec Baden Baden | 1961  | Rauno Aaltonen | Mercedes-Benz 220 SE       | 2       |
| 4  | 31. Rajd Monte Carlo            | 1962  | Peter Lang     | Mercedes-Benz 220 SE       | 2       |
| 5  | 10. Rajd Akropolu               | 1962  | Peter Lang     | Mercedes-Benz 220 SEb W111 | 1       |
| 6  | 22. Rajd Polski                 | 1962  | Peter Lang     | Mercedes-Benz 220 SEb W111 | 1       |
| 7  | 21. Rajd Liège-Sofia-Liège      | 1962  | Hermann Eger   | Mercedes-Benz 220 SEb W111 | 1       |
| 8  | 6. Rajd Niemiec AvD Baden Baden | 1962  | Peter Lang     | Mercedes-Benz 220 SEb W111 | 2       |
| 9  | 11. Rajd Akropolu               | 1963  | Rolf Knoll     | Mercedes-Benz 300 SE       | 1       |
| 10 | 22. Rajd Liège-Sofia-Liège      | 1963  | Klaus Kaiser   | Mercedes-Benz 230 SL       | 1       |
| 11 | 34. Rajd Monte Carlo            | 1965  | Rolf Wütherich | Porsche 904 Carrera GTS    | 2       |